# 大韓イエス教長老会
大韓イエス教長老会（だいかんイエスきょうちょうろうかい）は、大韓民国のキリスト教長老派教会。ここから多くの長老派の教会が形成された。
本項では、19世紀後半に朝鮮に伝えられた長老派教会（長老教の名でも呼ばれていた）の歴史を合わせて説明する。

## 歴史

### 宣教師たち
朝鮮における長老派教会の歴史は、1884年の米国のH・N・アレン牧師入国に始まる。翌1885年にはアメリカ合衆国長老教会（北長老教会、PCUSA）のH・G・アンダーウッド牧師が朝鮮に入った。
1893年に長老会の宣教師たちは、宣教教会会議を組織し、長老団の母体とした。1901年には長老会宣教教会会議に韓国人が参加し、「朝鮮耶蘇教長老会公議会」が結成されることとなった。1907年には、平壌の朝鮮耶蘇教長老会神学校（平壌神学校）で、韓国人初の長老会牧師7名が出た。

### 日本統治下の朝鮮で
朝鮮における長老派の教団組織は1912年に平壌で「朝鮮耶蘇教長老会総会」を開いた。当初は外国人宣教師が総会長を務めたが、1915年（第4次総会）からは朝鮮人牧師が総会長を務めるようになった。
朝鮮に派遣された初期の長老派の宣教師たちは、保守的な聖書信仰に立っていた。その後に入ってきた自由主義神学（リベラル）に対して、正統的な改革派信仰を確立させたのは朴亨龍牧師だといわれる。朴亨龍はプリンストン神学校でジョン・グレッサム・メイチェン師に学んだ朝鮮長老教の指導者であった。
日本の占領時代に、朝鮮の長老教は神社参拝を拒否した。1920年の信徒数は約14万1000人と最大の会派であったこともあり、日本政府は、日本メソジスト教会、日本組合基督教会を布教に当たらせており、日本の長老派の流れにある日本基督教会大会議長の富田満らも送りこんで、神社参拝を行うよう説得にあたらせた。1938年（第27次総会）で長老会は神社参拝を受け容れる決議を行ったが、偶像崇拝を拒んだ牧師や信徒も多く、投獄され獄死した人（殉教とみなされる）もいた。とくに、 1944年に殉教した朱基徹牧師の逸話はよく知られている。
1943年に日本基督教朝鮮長老教団に、1945年には日本基督教朝鮮教団 (ko:일본기독교조선교단) に改編された。

### 第二次世界大戦後
1947年、南部朝鮮における長老派の教団組織は「朝鮮イエス教長老会総会」を再建、1949年に大韓イエス教長老会に改称している。しかしながら、神社参拝への対応を巡る問題や、自由主義神学への対応をめぐる問題により、いくつかの組織が分かれることとなった。
神社参拝拒否を貫いて投獄された出獄聖徒を中心として、1946年に高麗神学校（のちの高神大学校）が設立された。高麗神学校に拠った人々は高神派 (ko:대한예수교장로회(고신)) と呼ばれ、大韓イエス教長老会とは別の組織を持つこととなった。
1953年には、自由主義神学（リベラル）系の人々が韓国基督教長老会と朝鮮神学校（のちに韓神大学校）を組織し、改革派信仰を守る大韓イエス教長老会から分裂した。
1959年にはエキュメニカル運動を進める世界教会協議会（WCC）への加入をめぐり、韓景職牧師を中心とする加入賛成派（「統合派」。エキュメニカル派）と、朴亨龍牧師を中心とする加入反対派（「合同派」。福音派）が対立。双方が別個の総会を開き、大韓イエス教長老会は分裂した。

### 1960年代以降
1961年には合同派から護憲派 (ko:대한예수교장로회(호헌)) が分離、1974年には高神派から高麗派 (ko:대한예수교장로회(고려)) が分離した。以後もさまざまな分派が生み出されており、「大韓イエス教長老会」の名を用いる団体は170あまりにのぼるという。

### 2000年代以降
韓国教会は、21世紀になると、非常に意味のある長老派の教団が誕生した。ジョン・ノックスのスコットランド長老教の伝統の歴史的継承を宣言した 韓国イエス教長老会(旧名:韓国正統長老教会)が発足した。

## 長老会の諸派
現在、韓国のおもな大韓イエス教長老会は次の通りである（敎勢順）。
- 大韓イエス教長老会 (合同)
- 大韓イエス教長老会 (高神)（朝鮮語版）
- 大韓イエス教長老会 (統合)
- 大韓イエス教長老会 (護憲)
- 大韓イエス教長老会 (契約神学)
- 大韓イエス教長老会 (改革)
- 大韓イエス教長老会 (合同正統)
- 大韓イエス教長老会 (合同保守)
- 大韓イエス教長老会 (大神)（朝鮮語版）
- 大韓イエス教長老会 (高麗)（朝鮮語版）
- 大韓イエス教長老会 (高麗改革)
- 韓国イエス教長老会 (旧名:韓国正統長老教会)

## 参考書籍
- 『日韓教会成長比較 - 文化とキリスト教史』（尾形守著、いのちのことば社、ISBN 4938858037）